# André Jaumotte
André L. Jaumotte (n. 1919) este un inginer belgian, membru de onoare al Academiei Române (din 1994).
1. ↑   http://www.academie-sciences.fr/fr/Liste-des-membres-de-l-Academie-des-sciences-/-J/andre-jaumotte.html Lipsește sau este vid: |title= (ajutor)
2. ↑   https://www.ulaval.ca/notre-universite/prix-et-distinctions/doctorats-honoris-causa-de-luniversite-laval/liste-complete-des-recipiendaires-de-1864-a-aujourdhui.html#c154952 Lipsește sau este vid: |title= (ajutor)
3. ↑   https://www.cavavub.be/nl/eredoctoraten Lipsește sau este vid: |title= (ajutor)